# 川間郵便局
川間郵便局（かわまゆうびんきょく）は千葉県野田市にある郵便局。民営化前の分類では集配普通郵便局であった。

## 概要
住所：〒270-0299 千葉県野田市中里81

## 沿革
- 1919年（大正8年）9月1日 - 開局。
- 1961年（昭和36年）6月1日 - 電話交換業務を野田電報電話局に移管[1]。
- 1965年（昭和40年）10月31日 - 和文電報配達業務を野田電報電話局に移管
- 1984年（昭和59年）3月26日 - 関宿郵便局から集配業務を移管。
- 1984年（昭和59年）8月1日 - 特定郵便局から普通郵便局に局種別改定。
- 2000年（平成12年）8月14日 - 外国通貨の両替および旅行小切手の売買に関する業務取扱を開始。
- 2007年（平成19年）10月1日 - 民営化に伴い、併設された郵便事業川間支店に一部業務を移管。
- 2012年（平成24年）10月1日 - 日本郵便株式会社発足に伴い、郵便事業川間支店を川間郵便局に統合。

## 取扱内容
- 郵便、印紙、ゆうパック、内容証明
- 貯金、為替、振替、振込、国際送金、国債、投資信託
- 生命保険、バイク自賠責保険、自動車保険
- 地方公共団体事務（野田市戸籍の謄抄本・住民票の写し・印鑑登録証明書の交付）
- ゆうちょ銀行ATM
- 野田市内の一部地域の集配業務
- ゆうゆう窓口

## 風景印
- 図案は『県立関宿城博物館』
- 使用開始日は1995年（平成7年）11月10日

## 周辺
- 西武台千葉中学校・高等学校
- JAちば東葛川間支店（JAちば県北本店）
- 中里工業団地
- 国道16号
- 江戸川

## アクセス
- 東武野田線 川間駅から北東へ約1.6km（徒歩約19分）
- 朝日バス 川間郵便局前停留所下車
- 駐車場あり：7台